# Temporada 1995-1996 del FC Barcelona (femení)
La temporada 1995-96 és la 8a en la història del Club Femení Barcelona.

## Desenvolupament de la temporada
Les jugadores queden vuitenes classificades a la Lliga Nacional; és a dir penúltimes, mentre que a la Copa de la Reina són eliminades a vuitens de final.
L'1 d'octubre de 1995 l'entrenador decideix no viatjar a Oviedo degut a desavinences amb algunes jugadores; el va substituir Jordi Castel fins a final de temporada. El 14 de juny de 1996 les jugadores que donaven suport a Luis de la Peña van escriure una carta i van aconseguir que tornés a ser l'entrenador.

## Jugadores i cos tècnic

### Plantilla 1995-96
La plantilla i el cos tècnic del primer equip per a l'actual temporada (manca informació) són els següents:
| N. | Pos. | Nac. | Jugador          |
| -- | ---- | --- | ---------------- |
| —  | DEF  | [[Fitxer:Flag of Catalonia.svg\|23x15px\|border \|alt=Catalunya\|link=Selecció de futbol de Catalunya\|{{#if:\|]] | Judith Corominas |

| N. | Pos. | Nac.                                                                                 | Jugador         |
| -- | ---- | ------------------------------------------------------------------------------------ | --------------- |
| —  |      | [[Fitxer:Flag placeholder.svg\|23x15px\| \|alt=\|link=Selecció de futbol\|{{#if:\|]] | Mònica González |

### Cos tècnic 1995-96
- Entrenador:  Luis de la Pena
- Entrenador:  Jordi Castel

## Partits
Victòria       Empat       Derrota

### Lliga
| 17 de setembre de 1995 | Club Femení Barcelona | 3-2   | Club de Fútbol Llers (femení) | Barcelona, Catalunya                        |  |
| Jornada 1              |                       | [ 2 ] |                               | Zona Esportiva del FC Barcelona Catalunya · |  |

| 24 de setembre de 1995 | RCD Espanyol (femení) | 3-1   | Club Femení Barcelona | Barcelona, Catalunya |  |
| Jornada 2              |                       | [ 2 ] |                       |                      |  |

| 1 d'octubre de 1995 | Club de Fútbol Femenino Tradehi | 1-3   | Club Femení Barcelona | Oviedo, Astúries |  |
| Jornada 3           |                                 | [ 2 ] |                       |                  |  |

| 8 d'octubre de 1995 | Club Femení Barcelona | 0-2   | Club Deportivo Oroquieta Villaverde | Barcelona, Catalunya                        |  |
| Jornada 4           |                       | [ 2 ] |                                     | Zona Esportiva del FC Barcelona Catalunya · |  |

| 22 d'octubre de 1995 | Club Deportivo Sondika (femení) | 2-1   | Club Femení Barcelona | Sondika, Euskadi |  |
| Jornada 5            |                                 | [ 2 ] |                       |                  |  |

| 29 d'octubre de 1995 | Club Femení Barcelona | 2-4   | Málaga Club de Fútbol (femení) | Barcelona, Catalunya                        |  |
| Jornada 6            |                       | [ 2 ] |                                | Zona Esportiva del FC Barcelona Catalunya · |  |

| 5 de novembre de 1995 |  | Descansa |  |  |  |
| Jornada 7             |  | [ 2 ]    |  |  |  |

| 26 de novembre de 1995 | Club Femení Barcelona | 0-0   | Añorga Kirol eta Kultur Elkartea | Barcelona, Catalunya                        |  |
| Jornada 8              |                       | [ 2 ] |                                  | Zona Esportiva del FC Barcelona Catalunya · |  |

| 3 de desembre de 1995 | Centre d'Esports Sabadell Futbol Club (femení) | 1-0   | Club Femení Barcelona | Sabadell, Catalunya |  |
| Jornada 9             |                                                | [ 2 ] |                       |                     |  |

| 17 de desembre de 1995 | Club de Fútbol Llers (femení) | 1-2   | Club Femení Barcelona | Llers, Catalunya |  |
| Jornada 10             |                               | [ 2 ] |                       |                  |  |

| 7 de gener de 1996 | Club Femení Barcelona | 0-6   | Reial Club Deportiu Espanyol de Barcelona | Barcelona, Catalunya                        |  |
| Jornada 11         |                       | [ 2 ] |                                           | Zona Esportiva del FC Barcelona Catalunya · |  |

| 14 de gener de 1996 | Club Femení Barcelona | 6-0   | Club de Fútbol Femenino Tradehi | Barcelona, Catalunya                        |  |
| Jornada 12          |                       | [ 2 ] |                                 | Zona Esportiva del FC Barcelona Catalunya · |  |

| 21 de gener de 1996 | Club Deportivo Oroquieta Villaverde | 2-1   | Club Femení Barcelona | Madrid, Comunitat de Madrid |  |
| Jornada 13          |                                     | [ 2 ] |                       |                             |  |

| 4 de febrer de 1996 | Club Femení Barcelona | 2-0   | Club Deportivo Sondika (femení) | Barcelona, Catalunya                        |  |
| Jornada 14          |                       | [ 2 ] |                                 | Zona Esportiva del FC Barcelona Catalunya · |  |

| 11 de febrer de 1996 | Málaga Club de Fútbol (femení) | 4-1   | Club Femení Barcelona | Màlaga, Andalusia |  |
| Jornada 15           |                                | [ 2 ] |                       |                   |  |

| 18 de febrer de 1996 |  | Descansa |  |  |  |
| Jornada 16           |  | [ 2 ]    |  |  |  |

| 25 de febrer de 1996 | Añorga Kirol eta Kultur Elkartea | 3-1   | Club Femení Barcelona | Sant Sebastià, Euskadi |  |
| Jornada 17           |                                  | [ 2 ] |                       |                        |  |

| 17 de març de 1996 | Club Femení Barcelona | 1-3   | Centre d'Esports Sabadell Futbol Club (femení) | Barcelona, Catalunya                        |  |
| Jornada 18         |                       | [ 2 ] |                                                | Zona Esportiva del FC Barcelona Catalunya · |  |

### Copa de la Reina
| 24 de març de 1996 | Club Femení Barcelona | 1-5 | Centre d'Esports Sabadell Futbol Club (femení) | Barcelona, Catalunya                        |  |
| 1/8 anada          |                       |     |                                                | Zona Esportiva del FC Barcelona Catalunya · |  |

| 7 d'abril de 1996 | Centre d'Esports Sabadell Futbol Club (femení) | 3-1 | Club Femení Barcelona | Sabadell, Catalunya |  |
| 1/8 tornada       |                                                |     |                       |                     |  |